# Интеграл инжењеринг
Интеграл инжењеринг а. д. Лакташи је једно од водећих предузећа у Републици Српској и региону у области нискоградње и хидроградње.

## Историја
Грађевинско предузеће Интеграл инжењеринг је уписано у судски регистар при Окружном привредном суду у Бањој Луци под бројем 1-91-00, од 2. октобра 1989. Затворено је акционарско друштво.
Данас, основни капитал предузећа је 24.122.695 конвертибилних марака. Најзначајније је привредно друштво Интеграл групе.
Оснивачи и власници Интеграл инжењеринга са једнаким учешћима су Слободан Станковић (генерални директор), Никола Дубравац (члан Управног одбора) и Драган Бојић (предсједник Управног одбора).
Године 2022. власник предузећа Слободан Станковић одликован је Орденом заставе Републике Српске са златним венцем.

## Дјелатност
Интеграл инжењеринг је извођач радова при изградњи путева и аутопутева, аеродромских писта, водовода, пруга, мостова, вијадуктева, пасарела, тунела те многих објеката специјалне намјене и значаја попут аеродрома, хелидрома, олимпијских базена и базена за рекреацију, граничних прелаза, хидроцентрала, фабрика воде и хидротехничких објеката те санитарних депонија.
Основна дјелатност подразумијева све врсте радова у грађевинарству (укључујући високоградњу са предузећем Интегра инжењеринг), од израде пројектне документације и консалтинга до надзора и извођења врло сложених објеката.